# دوست داشتنی (فیلم ۲۰۰۴)
دوست داشتنی (انگلیسی: De-Lovely) یک فیلم موزیکال و زندگی‌نامه‌ای آمریکایی محصول سال ۲۰۰۴ به کارگردانی اروین وینکلر است که توسط مترو گلدوین مایر منتشر شده‌است. فیلمنامه جی کاکس بر اساس زندگی و حرفه کول پورتر از اولین ملاقاتش با همسرش لیندا لی توماس تا زمان مرگش ساخته شده‌است. این دومین فیلم زندگینامه‌ای دربارهٔ آهنگساز پس از شب و روز (فیلم ۱۹۴۶) است.

## داستان
در حالی که او در شرف مرگ است، شبی را به یاد می‌آورد که با همسرش، لیندا لی توماس، که اخیراً طلاق گرفته و زیبایی خیره کننده‌ای دارد، را ملاقات کرد. و تبدیل به یک زوج فداکار می‌شوند. لیندا به خوبی می‌داند که کول همجنس‌گرا است. شوهر اولش با او بدرفتاری می‌کرد، اما همان‌طور که او در روز عروسی به او اعتراف می‌کند، کول کاملاً متفاوت است. لیندا از آنجایی که او را دوست دارد و علناً محبت می‌کند، محبت‌های خارج از ازدواج او را تحمل می‌کند. در طول ازدواج آنها، حرفه کول شکوفا می‌شود.

## بازیگران
- کوین کلاین در نقش کول پورتر
- اشلی جاد در نقش لیندا لی توماس
- جاناتان پرایس
- کوین مک‌نالی

## بازخوردها
این فیلم ۱۳٫۳۳۷٫۲۹۹ دلار در ایالات متحده و ۵٫۰۵۹٫۰۸۳ دلار در سایر بازارها فروخت و مجموع باکس آفیس جهانی ۱۸٫۳۹۶٫۳۸۲ دلار را به دست آورد. از نظر انتقادی، فیلم با استقبال متفاوتی روبرو شد. امتیاز ۵۳ را از متاکریتیک و امتیاز ۴۸٪ را از گردآورنده بررسی راتن تومیتوز کسب کرد.